# Faded (canção de Kate DeAraugo)
"Faded" é uma canção  da cantora australiana Kate DeAraugo, lançada em 19 de fevereiro de 2006 no álbum A Place I've Never Been (2005). 

## Versãocover
O grupo eurodance alemão, Cascada, gravou um cover da canção, lançada no álbum Perfect Day (2007).

### Lista de faixas
1. "Faded" (Album Version) — 2:51
2. "Faded" (Dave Ramone Electro Club Edit) — 2:58
3. "Faded" (The Wideboys Electro Radio Edit) — 2:36
4. "Faded" (Dave Ramone Pop Radio Mix) — 2:54
5. "Faded" (Album Extended Version) — 4:27
6. "Faded" (Dave Ramone Electro Club Extended) — 6:25
7. "Faded" (The Wideboys' Electro Club Mix) — 6:08
8. "Faded" (Dave Ramone Pop Extended Mix) — 5:51
9. "Faded" (Lior Magal Remix) — 5:27
10. "Faded" (Giuseppe D's Dark Fader Club Mix) — 7:20

### Paradas e posições
| País/Paradas (2008)                     | Melhor posição |
| --------------------------------------- | -------------- |
| Estados Unidos (Dance/Mix Show Airplay) | 7              |
| Chéquia (Rádio Top 100)                 | 49             |